# پاتولا
پاتولا (نام علمی: Trichosanthes dioica) نام یک گونه از سرده تریچسانتس است.